# 竹下通り (福岡市)
竹下通り（、ローマ字表記: Takeshita Dōri）は、福岡県福岡市博多区の博多駅東交差点から竹下駅交差点までの国道385号・福岡県道575号山田中原福岡線・市道博多駅五十川線2.9 kmに付けられた福岡市道路愛称。

## 概要
博多駅から竹下駅まで鹿児島本線の東側に沿って走る通りで、きよみ通りと交差する竹下2丁目交差点より北側の区間は片側2車線で整備されている。
博多駅周辺においては、市が制定した愛称とは別に、博多区によって制定された「筑紫口通り」という愛称もみられる。なお、筑紫口通りは全区間が竹下通りと重複する。

### 自転車レーン
竹下通りの音羽交差点 - 宮島交差点間の750 mでは自転車レーンが設定されている。これは福岡市が2012年3月27日から社会実験として運用を開始したもので、同年6月1日から本格運用を開始している。
自転車レーンは路肩部分を整備して設置され、青色の舗装となっており、交差点部は破線状の舗装となっている。また、バス停部分（西鉄バス駅南二丁目停留所）では、バス停が島状になっており、利用者は自転車レーン上の横断歩道を利用することになる。
自転車レーンを走行する場合、自動車と同方向への一方通行となる。なお、自転車は引き続き歩道を徐行して走行することも可能である。

## 地理

### 通過する自治体
- 福岡市（博多区）

### 交差する道路
- 空港通り（博多駅東交差点）
- 筑紫通り（音羽交差点）
- 百年橋通り（宮島交差点）
- 福岡県道575号山田中原福岡線（博多駅南5丁目交差点）
- きよみ通り（竹下2丁目交差点）
- 福岡県道553号東光寺竹下春吉線（博多区竹下2丁目）
- 福岡県道575号山田中原福岡線（博多区竹下2丁目・3丁目）

### 沿線にある施設など
- 博多駅（ ウィキメディア・コモンズには、博多駅に関するカテゴリがあります。）
- ホテルセントラーザ博多
- ホテルクリオコート博多
- 博多都ホテル
- 博多レオパレスホテル
- ヨドバシカメラマルチメディア博多
- リッチモンドホテル博多駅前
- 福岡市立東住吉中学校
- 福岡市立東住吉小学校
- 福岡市立春住小学校
- 沖学園中学校・高等学校
- アサヒビール博多工場
- 竹下駅

## 愛称の由来
博多駅筑紫口から竹下地区に通じる道路であることから（1994年にユニバーシアード福岡大会の開催を記念した道路愛称事業により制定）。